# Zonitis hesperis
Zonitis hesperis là một loài bọ cánh cứng trong họ Meloidae. Loài này được Selander miêu tả khoa học năm 1952.